# Tedros Adhanom
Tedros Adhanom Ghebreyesus (Ge'ez: ቴዎድሮስ አድሓኖም ገብረኢየሱስ; født 3. marts 1965) er en etiopisk biolog, folkesundhedsforsker og embedsmand, der siden 2017 har været generaldirektør for Verdenssundhedsorganisationen WHO. Tedros er den første ikke-læge og første afrikaner i rollen; han blev godkendt af Den Afrikanske Union. Han har haft to højtstående stillinger i Etiopiens regering: Sundhedsminister fra 2005 til 2012 og udenrigsminister fra 2012 til 2016.
Tedros Adhanom Ghebreyesus er  af den Nobelpris nominerede amerikanske økonom David Steinman beskyldt for folkedrab i Etiobien
Tedros er inkluderet i Time Magazine's 100 mest indflydelsesrige mennesker i 2020.